# Pallisentis gomtii
Pallisentis gomtii är en hakmaskart som beskrevs av Gupta och Krishna K. Verma 1980. Pallisentis gomtii ingår i släktet Pallisentis och familjen Quadrigyridae. Inga underarter finns listade i Catalogue of Life.